# Rorippa spasskajae
Rorippa spasskajae är en korsblommig växtart som beskrevs av Vladimir Ivanovich Dorofeev. Rorippa spasskajae ingår i släktet fränen, och familjen korsblommiga växter. Inga underarter finns listade i Catalogue of Life.